# Gwyneth Herbert
Gwyneth Herbert (Wimbledon, 26 agosto 1981) è una cantautrice e produttrice discografica britannica.

## Biografia
Gwyneth Herbert ha iniziato la sua carriera musicale con First Songs, album collaborativo realizzato insieme a Will Rutter. La sua cover di Only Love Can Break Your Heart è stata inserita nella colonna sonora del film Una proposta per dire sì. Il suo primo disco solista, intitolato Bittersweet and Blue, è stato pubblicato nel 2004 ed ha esordito all'85ª posizione della Official Albums Chart. Sono seguiti altri cinque album della cantante, usciti tra il 2006 e il 2018, tutti accolti calorosamente dalla critica specializzata.

## Discografia

### Album in studio
- 2003 – First Songs (con Will Rutter)
- 2004 – Bittersweet and Blue
- 2006 – Between Me and the Wardrobe
- 2008 – Ten Lives
- 2009 – All the Ghosts
- 2013 – The Sea Cabinet
- 2018 – Letters I Haven't Written

### EP
- 2010 – Clangers and Mash

### Singoli
- 2011 – Perfect Fit
- 2018 – You're Welcome